# Bonte pieterman
Trachinus radiatus is een straalvinnige vissensoort uit de familie van pietermannen (Trachinidae). De wetenschappelijke naam van de soort is voor het eerst geldig gepubliceerd in 1829 door Cuvier. In het Nederlands wordt de vis bonte of ook gestreepte pieterman genoemd.
De vis wordt gemiddeld 25 tot 30 cm lang met een maximale lengte van 42 cm. Hij is geelbruin met bruine vlekken en streepje op de flanken en de bovenzijde. De staartvin heeft een donkere rand. De soort heeft giftige stekels.

## Leefgebied
De bonte pieterman is een kustvis die voorkomt in de gehele Middellandse Zee en langs de Atlantische kust van Zuid-Spanje tot Angola.